# Heliconius crispus
Heliconius crispus is een vlinder uit de familie Nymphalidae. De wetenschappelijke naam van de soort is voor het eerst geldig gepubliceerd in 1885-1888 door Otto Staudinger en Schatz.